# شنگ گردن‌خال‌خالی
شنگ گردن‌خال‌خالی (نام علمی: Lutra maculicollis) نام یک گونه از تیره راسویان است.